# Fox Stevenson
Stanley Stevenson Byrne (Leeds, 25. siječnja 1993.), poznatiji pod umjetničkim imenom Fox Stevenson (ranije Stan SB / Stan SSB), engleski je pjevač, tekstopisac, DJ i producent bass glazbe, uglavnom drum and bass i glitch hop. Izdao je jedanaest EP-a pod imenom Fox Stevenson, jedan pod imenom Stan SB, te je predstavljen na dvije kompilacije pod imenom Stan SB i osamnaest pod imenom Fox Stevenson.

## Muzična karijera
Stevensonov interes za produkciju elektroničke glazbe započeo je ranih 2000-ih, kada je napravio svoje prvo izdanje na web-stranici Newgrounds. Imao je 15 – 16 godina kada je napravio svoju prvu vokalnu pjesmu. Kasnije je postao poznat kroz glazbenu zajednicu baziranu na YouTubeu i danas utjecajnu drum and bass etiketu Liquicity, gdje je predstavljena "Cloudhead", jedna od njegovih najranijih pjesama kao Stan SB.
Njegovi se radovi također objavljuju na platformi za distribuciju zvuka SoundCloud od 2012. pod aliasom Stan SB, a od 2013. pod aliasom Fox Stevenson. Godine 2013. objavio je EP pod nazivom Endless, čija je naslovna pjesma od tada dobila više od 1,6 milijuna slušanja na SoundCloudu.
Godine 2014. najavio je pokretanje vlastite diskografske kuće, Cloudhead Records, pod kojom je iste godine objavio EP pod nazivom All This Time. U srpnju 2014. Stevenson je objavio Throwdown, EP popraćen live online premijerom.
U kolovozu 2015. objavio je suradnju za Spinnin' Records s britanskim EDM izvođačem Curbijem, pod nazivom Hoohah. Potpisao je s dubstep etiketom Disciple u ožujku 2016., au travnju 2016. objavio je svoj prvi EP za etiketu, No Fox Given. Dana 12. rujna 2016. Fox Stevenson objavio je singl pod nazivom "Rocket" na Disciple for the Alliance, Vol. 3 EP.
Njegov debitantski album, Killjoy, objavljen je 18. listopada 2019.

## Žanrovi
Stevenson je posebno poznat po stvaranju drum and bass, liquid drum & bass, glitch hop, house i dubstep pjesama. Međutim, rado eksperimentira s mnogim glazbenim žanrovima, navodeći da "postoji tona zamršenosti u svakom pojedinom žanru."